# Gottlieb Nakuta
Gottlieb Nakuta (8 maggio 1988) è un calciatore namibiano, difensore dei Blue Waters.

## Carriera

### Nazionale
Ha collezionato 12 presenze in Nazionale.